# 米沢市立万世小学校
米沢市立万世小学校（よねざわしりつ ばんせいしょうがっこう）は山形県米沢市にある公立小学校。

## 沿革
- 1901年（明治34年） - 桑山向原に校舎を新築し、万世尋常高等小学校として発足
- 1941年（昭和16年） - 国民学校令により、万世国民学校と改称
- 1947年（昭和22年） - 学制改革により、万世村立万世小学校と改称
- 1953年（昭和28年） - 米沢市に合併し、米沢市立万世小学校と改称。
- 1985年（昭和60年） - 現在地へ移転

## 通学区域
- 万世町梓山、万世町桑山、万世町牛森、万世町堂森、万世町金谷、万世町片子(羽黒川東側地域)、万世町刈安、八幡原四丁目、八幡原五丁目[2]

## 卒業後
- 第七中学校へ進学する。